# Jérémy Guiraud

a Compétitions nationales et continentales officielles uniquement.

Jérémie Guiraud, né le 12 juillet 1986[Où ?], est un joueur de rugby à XIII français évoluant au poste de centre ou d'arrière. Il a notamment évolué à Carcassonne avant de rejoindre en 2015 Limoux. Il a cours de sa carrière notamment remporté le Championnat de France à trois reprises avec Carcassonne (2012) et Limoux (en 2016 et 2017), ainsi que la Coupe de France avec Carcassonne (en 2009 et 2012).

## Biographie
Formé à Carcassonne où il a gravi toutes les échelons, il devient l'une des pièces maîtresses du club et participe activement aux titres du Championnat de France en 2012 et de la Coupe de France en 2012. Il n'est pas retenu dans l'effectif en 2015 et rejoint Limoux avec succès puisqu'il y remporte deux nouveaux titres de Championnat de France en 2016 et 2017.

## Palmarès
- Vainqueur du Championnat de France : 2012 (Carcassonne), 2016 et 2017 (Limoux).
- Vainqueur de la Coupe de France : 2009 et 2012 (Carcassonne).
- Finaliste de la Coupe de France : 2014 (Carcassonne) et 2016 (Limoux).